# 吳振武
吳振武（1918年—1999年7月1日），臺灣屏東人，曾為大日本帝國海軍軍官、中華民國海軍陸戰隊軍官。

## 生平
1918年，吳振武出生於臺灣屏東頭前溪仔，為香蕉大王吳振瑞之弟。

### 日本內地進修時期
1931年3月，吳振武自屏東公學校畢業後，考入七年制的臺南師範學校，後讀進東京高等師範學校（今筑波大學）攻讀體育。1941年10月底到11月初的明治神宮舉行第12回明治神宮國民運動大會，淡江中學四年級的吳建庚（日本名安田健二）代表台灣中等學校的鉛球選手參賽，在東京師範就讀的吳振武特地前來鼓勵。
吳振武從東京高等師範學校畢業後，放棄發至東京女子學校擔任體育教師，進入第三期海軍兵科預備学生受訓，畢業後任海軍少尉，1943年《臺灣日日新報》曾大篇幅報導他是第一位考上該班的臺灣人。

### 海南島時期
二次大戰時，1944年秋，吳振武受調派海南島，作為海南島警備府直屬第十六警備隊，擔任中尉大隊長，不久晉升為海軍大尉。他以「亞洲各國人民知道臺灣人也能成為日本海軍軍官」為理由，拒絕改為日本姓名。後來與海南島的田獨礦山病院護士蔡鳳蓮結婚。一次在海南島的日本裔士官、士官長們沒對身為中尉軍官的吳振武敬禮，於是他就打了下士巴掌。
1945年8月，日本戰敗投降後，日本海軍司令官擔憂吳振武會被盟軍列入戰犯名單，要他一起回日本本土，但吳振武以要帶臺灣裔官兵回家鄉拒絕。後吳被推選為海南島三亞地區臺灣官兵遣送部長，也就是當地遣送台灣裔日本兵回台的代表，任海南島台灣「忠誠會」會長，為被收容的臺灣軍人與軍屬無法得到足夠的米糧與副食費、也無法盡快回臺等事再三與司令部交涉，但得不到國民政府正面回應。之後一大部份才被聯合國善後救濟總署以人道理由載回臺灣。
當時台灣兵分別羈押在海南島北部的秀英集中營、西部的北黎八所集中營、東南部的凌水集中營、南部的三亞集中營。後來，在吳振武的領導下，終能率領三亞地區的台灣兵回臺。

### 戰後時期
吳振武回臺後在擔任台中師範學校體育教師，校長為洪炎秋。1947年1月，林獻堂、黃朝琴、吳三連等臺灣仕紳宴請來臺視察海軍基地及設備的桂永清，席間林獻堂與黃朝琴等人推選吳振武為人才，隨後，桂永清派人約吳振武於臺北台灣大飯店見面。吳振武以正值學校學期末而婉拒，但答應學期末結束後加入中華民國海軍。
1947年2月28日，二二八事件爆發，3月2日謝雪紅等人在臺中戲院召開民衆大會，成立臺中地區時局處理委員會，並要求輪值臺中師範舍監的吳振武加入民兵，作治安維持總隊長。
吳振武先前來請示洪炎秋，告以先組織起來按兵不動；一方面，透過關係向警總參謀長柯遠芬詳述缘由取得其諒解，因為台中師範學校前的教務主任林朝棨兄長為臺灣省體育會總幹事林朝權，與會長柯遠芬關係好。謝雪紅來台中師範借槍枝，被吳振武拒絕。
同月不久，吳振武就因為大腿中彈而無法就任治安維持總隊長。傷腿事件，在吳振武在自己訪談回憶錄，及鍾逸人的自傳中，都記載左脚中了別人一槍；訪談回憶錄中，吳並自謂中槍後曾到一間名為李外科的病院療傷，旋即匿至他處繼續治療。翌日，李外科李醫師乃告吳，謂在吳轉至他處半小時後，有一群人便來抄了該醫師的病院，翻找吳的病歷，以確認吳振武中槍後是否在該處就醫。該群人並揚言吳振武如不領導「台灣民主聯軍」（二七部隊），將置吳於死地。而楊子榮在他的訪談記錄則記載吳振武不小心擦槍走火轟到自己大腿。曾文華認為當時吳振武與謝雪紅意見並不合，拒絕參加。署名「林木順」的早期資料《台灣二月革命》則認為是他故意自打脚脛，藉以逃避。但事後吳振武仍然被列為追緝名單，桂永清請國大代表林朝權、臺北市警局長陳松堅保護吳振武送至海軍，在3月15日，赴南京並以海軍少校軍階任職海軍總部，始免於難。

### 中華民國海軍陸戰隊時期
不久，吳振武移師至福州馬尾受訓，曾駐防廈東等地。離臺三個月後，又返臺至海軍左營基地第三軍區司令部向黃緒虞少將報到，進行海軍陸戰大隊募兵計畫，親自遴選一百名臺灣籍官兵，以在二二八事件中策劃臺中水湳空軍三廠和平解決的李碧鏘當副官，並在報刊登招募官兵啟事，於臺北市大同旅社、臺中中區公所、及高雄面試，合格者約六十名。
同樣曾在海南島當日本兵、參加過二七部隊的黃金島在二二八事後開始流離逃亡，投靠到吳振武帳下，到左營兵營後報到他才發現到那裏報到的居然有不少人是參加二二八的逃亡犯。被追捕中的許昭榮一次偷返家時，也收到不認識的吳振武從左營軍區寄來的邀請信，內容說是有意招募第一、二期的前日本海軍志願兵作為海軍陸戰隊骨幹，因而加入輪機組。
1948年5月，吳振武以軍人身分參加1948年中華民國全國運動會的鐵餅、鏈球等比賽。
吳振武於1954年至1960年期間擔任海軍水中爆破隊首任大隊長，也有一說他曾經擔任過高雄團管區副司令。
在胡宗南擔任東南反共救國軍司令期間，吳振武多次率領水鬼隊在福建沿海執行重要情報與爆破任務。1950年代臺灣初期，韓國海軍陸戰隊中將司令來臺訪問，由蔣總統配同到左營海軍視察兩棲大隊。當時，該中將司令發現在場的吳振武居然是他在日本廣島海軍軍官受訓的同班同學。
桂永清於1954年去世後，升任中校的吳振武被海軍總司令部政治部以參與二二八事件的罪名，捕送臺北保安司令部審問，經過約半年偵訊才無罪釋放，並由林朝棨擔保。但是，吳振武卻因此無法赴美國留學深造，也未獲准進入參謀大學，遂轉任海軍體育組與康樂組，其後於陳啟川協助下只好以海軍中校辦理退伍，退伍後任職於高雄醫學院及高雄師範學院的体育講師。1999年7月1日去世。

## 外部連結
- 中華民國海軍水中爆破大隊 - 海軍水中爆破隊第一任主官 海軍中校 吳振武